# Prêtres du Sacré-Cœur de Jésus de Bétharram
Pour les articles homonymes, voir Bétharram.
Les Prêtres du Sacré-Cœur de Jésus de Bétharram (en latin : Societas Presbyterorum Sacratissimi Cordis Iesu Bétharram), également appelés les Bétharramites, ou simplement Pères de Bétharram, forment un institut de vie consacrée catholique fondée en 1832 à Bétharram, à 17 kilomètres de Lourdes en France, par Michel Garicoïts.
La congrégation est visée en France par plusieurs affaires judiciaires au sein de l'institution Notre-Dame de Bétharram. Plus de deux cents plaintes sont déposées dans l'affaire Bétharram en 2024-2025 impliquant des agressions sexuelles et des viols sur mineurs.
Plusieurs membres de la congrégation sont mis en causes à l'internationale
À l'internationale, plusieurs cas de violences sexuelles avérées de membres de la congrégation sont jugés. À la suite de l'affaire Bétharram, d'autres victimes témoignent.

## Historique
Le Basque Michel Garicoïts (1797-1863), de famille pauvre, ordonné prêtre en 1823, est supérieur du séminaire de Bétharram dans le diocèse de Bayonne. Il fonde initialement un institut de vie consacrée pour l'aider dans l'évangélisation des pèlerins venant au sanctuaire marial de Bétharram, puis, plus largement, pour l'enseignement et les missions pastorales dans les paroisses. Il est canonisé en 1947 par Pie XII.
La Congrégation des Prêtres du Sacré-Cœur de Jésus de Bétharram (initialement S.C.I. di Béth.), est approuvée par Pie IX à Rome le 5 septembre 1877. La Maison générale est située à Rome.

## Affaires judiciaires
La congrégation du Sacré-Cœur de Jésus de Bétharram reconnaît en France être « impliquée dans des dossiers d’abus sexuels inacceptables qui ont été perpétrés sur des mineurs par certains de ses membres des années 70 aux années 90 ».

### Institution Notre-Dame de Bétharram
En 1996, la plainte pour  « coups et blessures volontaires » et « traitements inhumains et dégradants » d'un parent d'élève de 14 ans médiatise les conditions d'éducation au sein de l'établissement Notre-Dame de Bétharram. Le surveillant général est condamné à 5 000 euros d'amende avec sursis.
En février 1998, Pierre Silviet-Carricart, directeur de Notre-Dame de Bétharram, est mis en examen pour viol sur mineur de 15 ans. Le prêtre se suicide en 2000 juste avant de devoir se présenter devant le  juge d'instruction de l'affaire,.
En novembre 2023, Alain Esquerre, ancien élève de Bétharram de 1980 à 1985, lance un groupe Facebook « Les Anciens du collège et lycée de Bétharram, victimes de l’institution », qui regroupe en février 2024 près de 550 personnes. Ainsi, il reçoit des témoignages sur les violences vécues dans l’établissement : « Des gens vous racontent leur détresse, des choses subies à l’âge de 10 ou 12 ans et qu’ils n’ont jamais racontées à personne. Ils se sont terrés dans leur silence alors que certains habitent à 10 kilomètres de là ».
En janvier 2024, le parquet de Pau ouvre une enquête préliminaire à la suite de vingt plaintes d’anciens élèves pour des faits de violence et des agressions sexuelles au sein de l'établissement Notre-Dame de Bétharram, dans les années 1980. Ces plaintes concernent des religieux et des laïcs,,. En février 2024, treize autres plaintes sont déposées contre l’Institution Notre-Dame de Bétharram, dont dix pour des viols ou agressions sexuelles,. Parmi ces plaintes de 2024, huit d'entre elles concernent un laïc, toujours surveillant au sein de l’internat du collège, devenu en 2009, Le Beau Rameau.

### École Ozanam à Limoges
En mars 2025, le parquet de Limoges décide d'une enquête préliminaire, concernant les accusations d'agressions sexuelles de deux anciens élèves de l'école Ozanam, dans les années 1970, à l'encontre de deux prêtres du Sacré-Cœur de Jésus de Bétharram. Le parquet reçoit l'information de l'évêque de Limoges, Pierre-Antoine Bozo, lui-même informé par la cellule d'écoute du diocèse de Limoges. Les deux prêtres accusés sont morts, mais il doit être recherché s'il existe d'autres victimes ou d'autres agresseurs. La procureure de Limoges est en contact avec son homologue de Pau, afin de coordonner leurs investigations,.

### International
Au moins trois cas de violences sexuelles de la part de membres de la congrégation des pères de Bétharram, sur trois continents, jugés au cours des deux dernières décennies ont été ressencés dans la presse.
Un prêtre italien né en 1958, le père E. M., est condamné en 2012 à quatre ans de prison ferme pour des agressions sexuelles sur deux mineures de 10 ans, lors de cours de catéchisme et de confessions entre 2005 et 2006 sur sa paroisse de Santa Rosa da Viterbo, à Rome, confiée aux pères de Bétharram.
Un prêtre britannique né en 1910, le père E. S., est reconnu coupable en 2014  d’agression sexuelle sur une fillette de 11 ans, commises dans les années 1980 près de Birmingham, en Grande-Bretagne. L’homme est décédé en 2022.
Le père R. A., un prêtre paraguayen, aurait commis des faits de nature sexuelle avant d’être interdit en 2016 de toute célébration par l’archevêque d’Asunción, puis exclu de la congrégation de Bétharram en 2019.
En mai 2025, à la suite de l'affaire Bétharram, les témoignages de deux victimes présumées d'agressions sexuelles du prêtre Beñat Segur, ex-directeur de l'institution Notre-Dame de Bétharram s'expriment en Côte d’Ivoire, au sein de la paroisse d’Adiopodoumé, gérée par la congrégation depuis trente-cinq ans.

## Localisation

### France
En France, les prêtres de la congrégation sont présents dans le Grand Sud-Ouest : Anglet, Bordeaux, Lestelle-Bétharram (où ils animent le sanctuaire et accompagnent l'animation pastorale de leur ancien internat), Montaut, Pauillac, Pau, Pessac, Pibrac, Saint-André-de-Cubzac, Saint-Just-Ibarre (maison natale de Michel Garicoïts) et Saint-Palais (maison de retraite), mais aussi Limoges, Paris, Quimper et Fort-de-France.

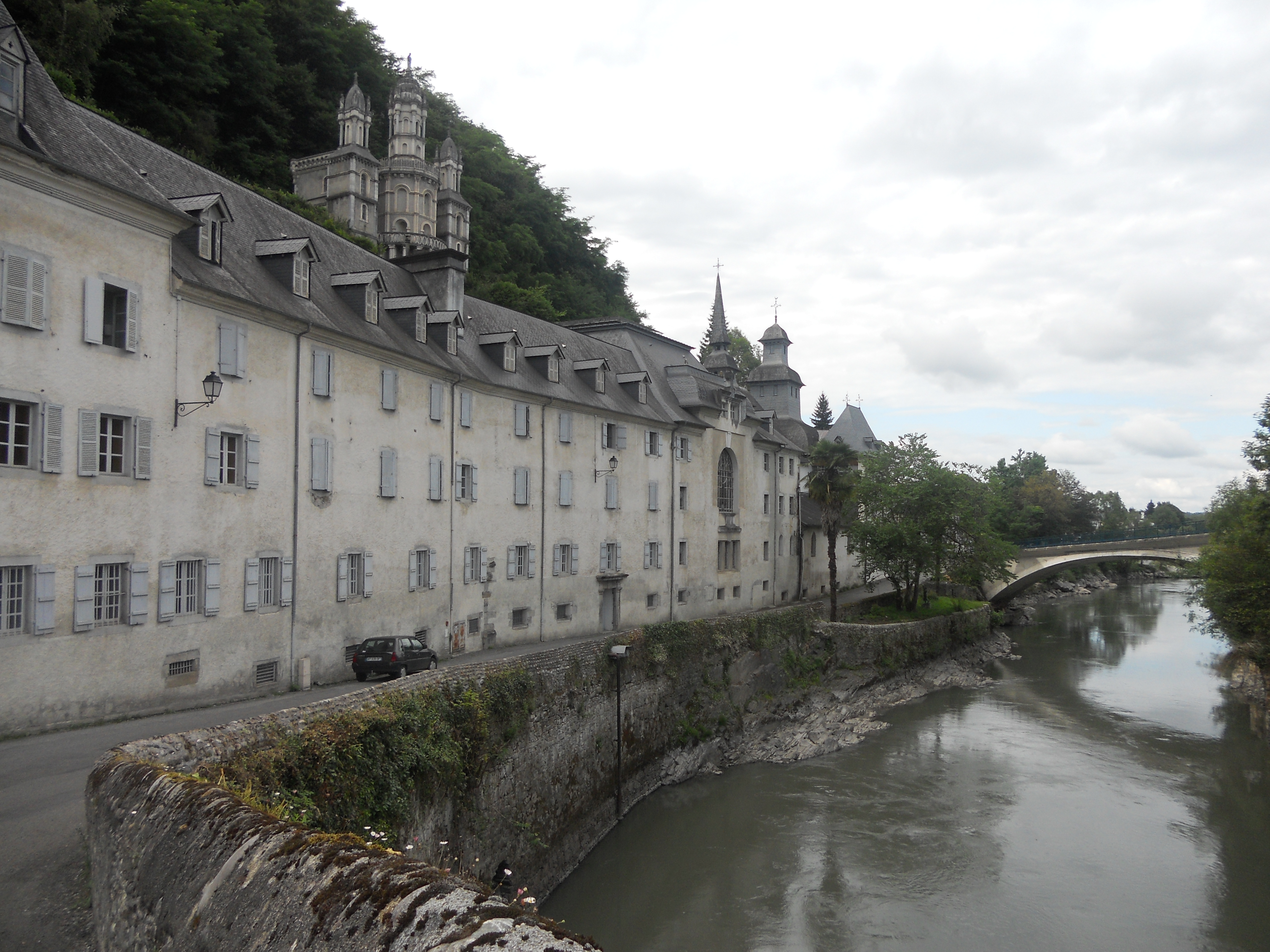
Sanctuaire de Notre-Dame de Bétharram.

#### Congrégation à Lestelle-Bétharram
Le collège-lycée catholique Notre-Dame de Bétharram est fondé en 1837, à Lestelle-Bétharram, par Michel Garicoïts.
La congrégation religieuse est propriétaire sur son site de Bétharram, de l'intitution Notre-Dame de Bétharram, d'un chemin de croix composé d'un calvaire et de 15 chapelles, un lieu d'hébergement, des locaux de l'institution Notre-Dame de Bétharram, de l'EHPAD Notre-Dame, d'un musée et d'un cimetière.

#### Communauté de Pau
Elle est propriétaire de la maison Saint-Michel à Pau. En juillet 2020, la municipalité rachète pour 1,1 million €, 2 000 m2 de foncier bâti (cloître et péristyle inclus) pour créer cinq logements destinés à être occupés par des femmes victimes de violences et environ 3 700 m2 d’espaces extérieurs pour créer un parc public. Trois bétharramites conservent quant à eux 750 m² de propriété qu’ils occupent.

#### Limoges
En 1948, Louis Paul Rastouil, évêque de Limoges, fait appel à la communauté pour assurer une partie des enseignements et diriger l'établissement scolaire Ozanam. Etablissement, que quittent les derniers pères progressivement entre 2003 et 2006. La communauté de Limoges est dissoute en août 2011.

### À l'international
La congrégation essaime au début du XXIe siècle en petites unités de trois ou quatre missionnaires, dans quinze pays.

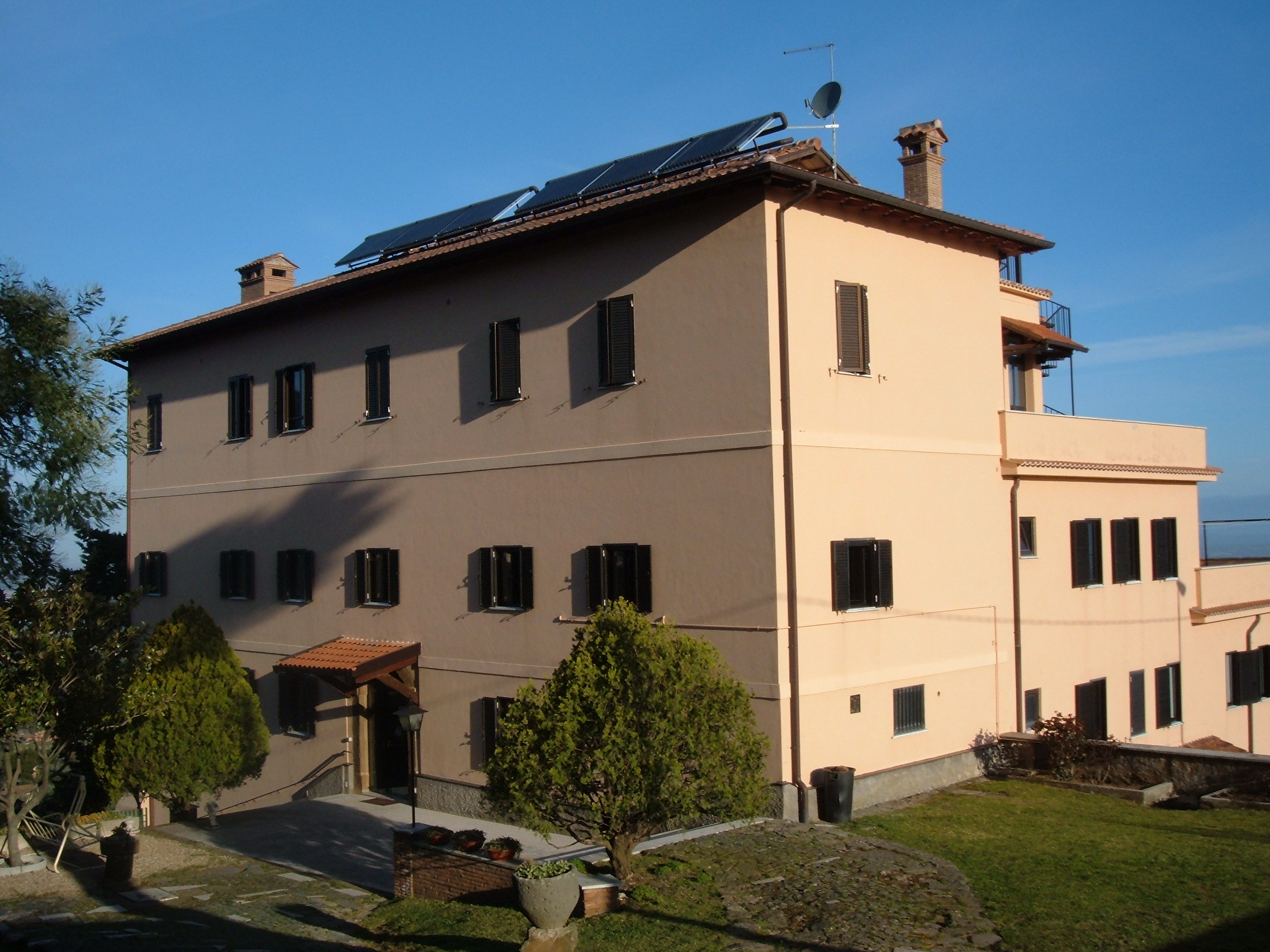
Villa del Pino, près de Rome, qui accueille des malades du SIDA.

#### Europe

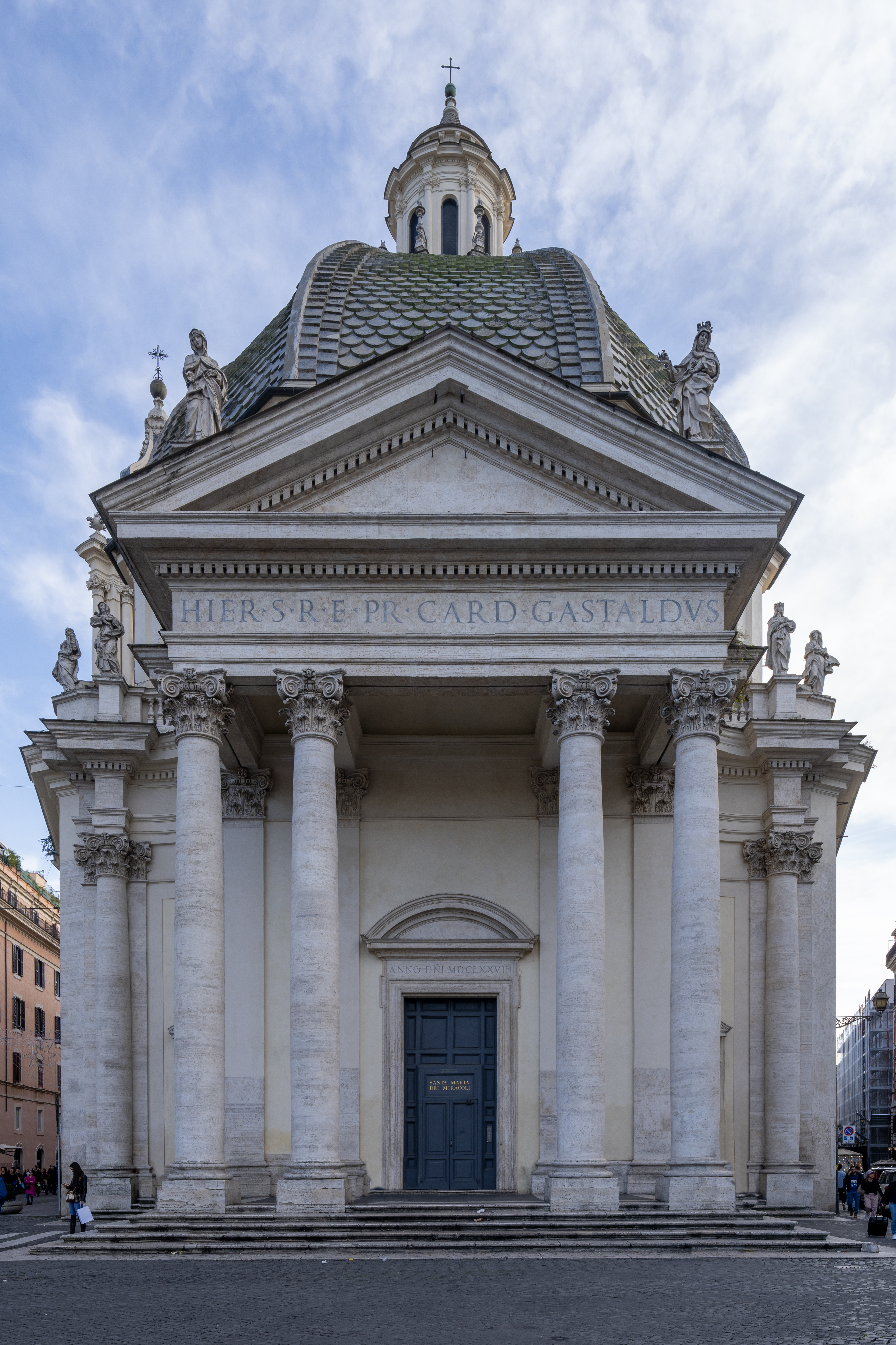
de Rome, desservie depuis 1915 par la congrégation.

Elle compte quatorze implantations en Italie. Des vingt paroisses de la province italienne et de ses 105 religieux, dont Milan est le siège, ils ont une fierté toute particulière pour la communauté de Monte Porzio, centre d'accueil pour sidéens.
une dans le Pays basque espagnol, à Fontarrabie ; quatre implantations en Angleterre dont celle historique de Birmingham.

#### Amérique du sud
Elle compte cinq maisons en Argentine ; en Uruguay, à Montevideo ; au Paraguay depuis 1904 (cinq collèges représentant 5 000 élèves) ; au Brésil (cinq implantations). Il est reconnu là-bas que les élites d'Argentine, d'Uruguay, du Paraguay et du Bresil sortent encore des collèges et lycées San José de Buenos Aires, Rosario, Rio de La Plata, Montevideo, Asuncion et Belo Horizonte.

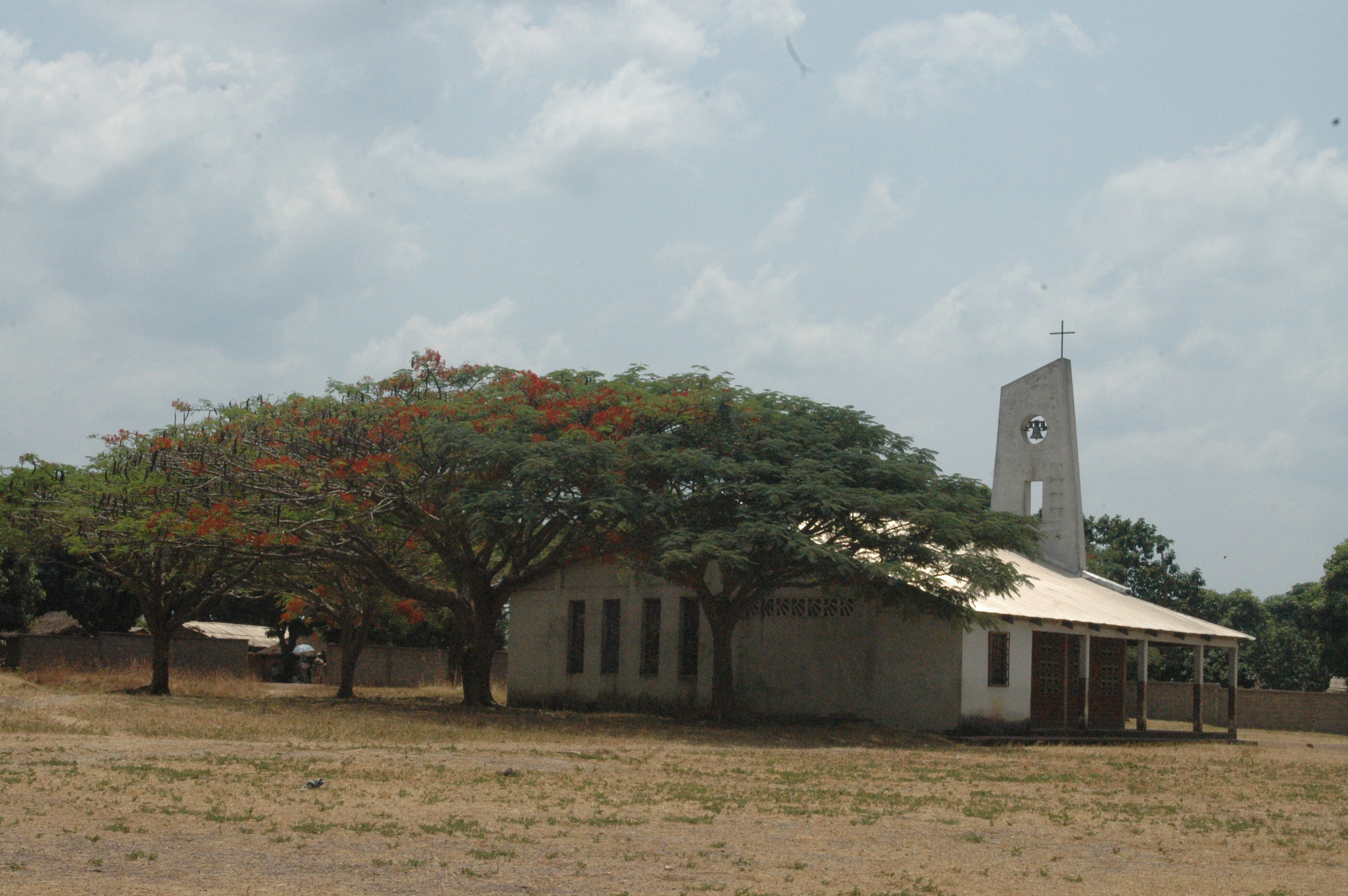
Niem (RCA) - Eglise de brousse 2.jpg Église de Niem (diocèse de Bouar), paroisse confiée à la congrégation (République centrafricaine).

#### Afrique
La congrégation s'implante en 1959 en Côte d'Ivoire, où il fonde la première école secondaire catholique du nord du pays, à Ferkessédougou, en 1973 il s'implante au collège-séminaire Saint-Jean de Katiola, puis en 1986 en Centreafrique. Ils comptent trois implantations en Côte d'Ivoire forme des communautés à Dubakala et et, près d'Abidjan, de Boniérédougou, siège d'une maison de formation scolastique ; ainsi qu'en République centrafricaine. Ils ont tenu des collèges marocains de Casablanca et de Sidi-Onnis.

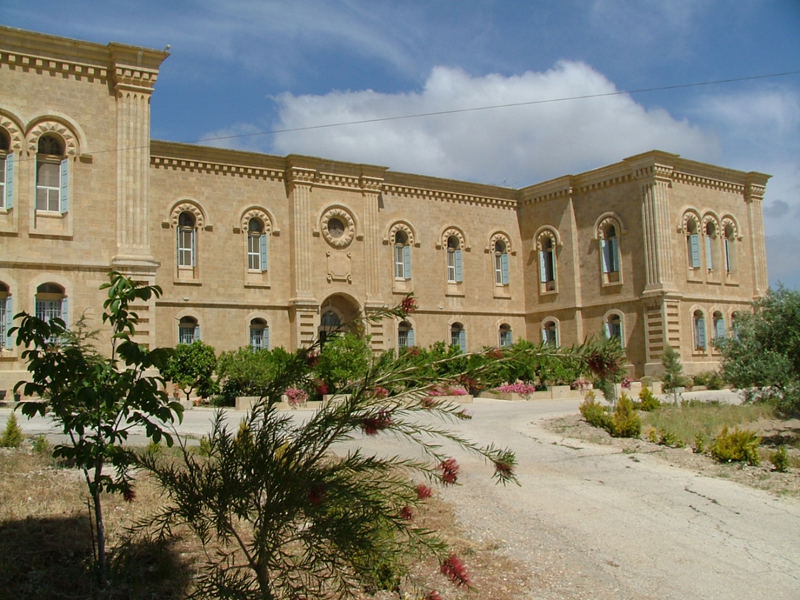
Résidence des pères à Bethléem.

#### Proche-Orient
Ils gèrent les premier et deuxième cycles du grand séminaire de Palestine à Nazareth en Israël ; à Bethléem en Palestine ; à Zarqa en Jordanie.

#### Asie du Sud-Est
Les missionnaires sont présents en Thaïlande (cinq implantations) et en Inde à partie de 1995 sur trois implantations,.

##### Chine
En 1922, à l'appel du pape Pie XI, trois pères quittent Bétharram pour la Chine en octobre 1924. Il leur est confié, après la demande de Jean de Guébriant sur les conseils de Charles de Gorostarzu, le territoire sui juris de Tali situé à l'ouest du Yunnan, où ils fondent et animent le diocèse de Tah, devenu diocèse de Dali en 1948. Fin 1951, les communistes commmencent à expulser les missionnaire de Chine. Les trois derniers pères présents, en sont expulsés en 1952 après un séjour en prison, à la suite de l'avènement de la Chine communiste.

##### Thaïlande
Les pères expulsés se fixent dans le nord de la Thaïlande à Chiang Mai en 1952, au pays des montagnards Karians. Le diocèse de Chiangnjai compte alors 26 000 catholiques et le séminaire de Sampran, près de Bangkok, forme cinquante-cinq novices de différentes nationalités. 
En décembre 1959, un décret de la Sacrée congrégation de la propagande érige les huit département du Nord-Siam en préfécture apostolique, confie aux Pères de Bétharram.
Le 18 décembre 1965, le pape Paul VI établit la hiérarchie catholique en Thaïlande et la mission de Chiang Mai devient un diocèse. Le diocèse de Chiang Mai est officialisé le 10 juillet 1966.
En 1968, 280 prêtres professent en Thaïlande, acoompagnés de 460 petits séminaristes et une quarantaine de grands séminaristes pour 130000 fidèles catholique.

## Effectifs
Cette congrégation connaît son apogée numérique en 1963 avec 542 religieux.
En 1997, les pères de Bétharram sont 336, dont 80 en France, ils sont implantés à Limoges, en cité HLM à Pessac, à Pibrac (près de Toulouse), Vic-en-Bigorre, à l'ancien Carmel de Pau et à Sarrance (vallée d'Aspe).
En 2009, elle comptait 360 religieux dont 216 prêtres et en 2012, 316 religieux dont 212 prêtres.
La congrégation est en voie de disparition en France en ce début du XXIe siècle, mais elle essaime dans d'autres pays. Elle ouvre en octobre 2014 un séminaire et un foyer d'accueil à Mangalore (elle compte 6 prêtres indiens et 30 séminaristes en formation) et connaît de nouvelles vocations dynamiques en Thaïlande et en Afrique (installée en Côte d'Ivoire en 1959, elle compte 8 prêtres autochtones et une vingtaine de jeunes africains en formation, elle est installée aussi en République centrafricaine) et continue de recruter en Amérique du Sud.
En 2013, la congrégation est composée de six prêtres à Bétharram et de 300 religieux dans 15 pays (Europe, Amérique latine, Asie…).
En 2024, la congrégation est représentée par plus de 270 membres, dont certains haut-placés au Vatican au sein du synode de la famille. L'ancien directeur de Notre-Dame de Bétharram, le père Vincent Landel, est l'archevêque de Rabat de 2001 à 2017.

## Figures
- Ignacio Gogorza Izaguirre (1936-), évêque émérite de Encarnación, Paraguay
- Claudio Silvero Acosta (1935-), évêque auxiliaire émérite de Encarnación, Paraguay
- Lucien Bernard Lacoste (1905-1989), ancien évêque de Dali, Chine
- Vincent Landel (1941-), ancien archevêque de Rabat, Maroc

## Supérieurs

### Supérieurs généraux
- Michel Garicoïts : de 1841 à 1863[32],[33],
- Jean Chirou : de 1863[33] à 1873 : régime de transition[34],
- Auguste Etchécopar[32] : de 1873 à 1897,
- Victor Bourdenne : de 1897 à 1909,
- Pierre Estrate : de 1909 à 1910,
- Hippolyte Paillas : de 1911 à 1935,
- Denis Buzy : de 1935 à 1958[35],[36],
- Joseph Mirande : de 1958 à 1969,
- Giovanni Trameri : de 1969 à 1975,
- Pierre Grech : de 1975 à 1987,
- Terence Sheridan : de 1987 à 1993,
- Francesco Radaelli : de 1993 à 2005,
- Gaspar Fernández Pérez : de 2005 à 2017,
- Gustavo Agín : depuis 2017.

### Supérieur des missionnaires américains
- Didace Barbé : depuis 1856[BR 1].

### Ouvrages
- Benjamin Rosier, La fondation de la congrégation des Prêtres du Sacré-Cœur de Jésus de Bétharram 1835-1877 (Mémoire de maîtrise en Histoire religieuse contemporaine), Université de Pau et des Pays de l’Adour Département d’Histoire, 1999-2000, 140 p. (lire en ligne).

1. ↑  p.58